# Thomas Babington Macaulay

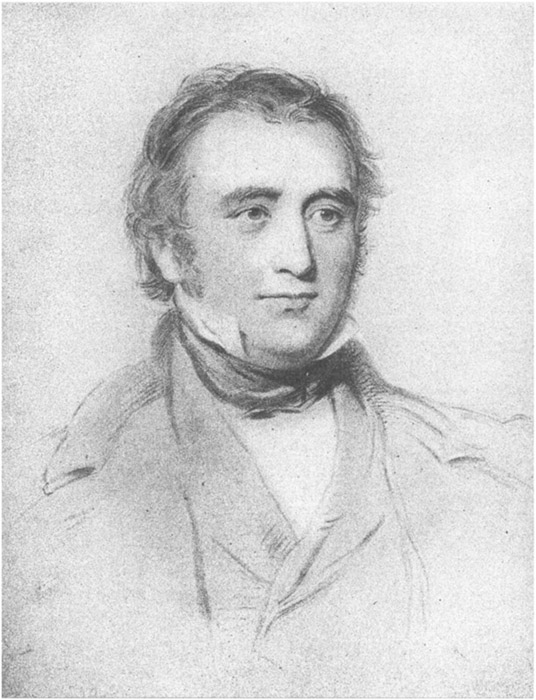
Lord Macaulay

Thomas Babington Macaulay, 1. baron Macaulay (ur. 25 października 1800 w Rothley-Temple w hrabstwie Leicestershire, zm. 28 grudnia 1859 w Londynie) – brytyjski pisarz, historyk i polityk, członek stronnictwa wigów, minister w rządach lorda Melbourne’a i lorda Johna Russella.
Był najstarszym synem Zachary’ego Macaulaya, abolicjonisty i gubernatora Sierra Leone. Wykształcenie odebrał w Trinity College na Uniwersytecie Cambridge. Podczas studiów pisał wiersze i wygrał wiele nagród, m.in. złoty medal Kanclerza Uniwersytetu w czerwcu 1821 r. W 1825 r. opublikował esej o Johnie Miltonie na łamach Edinburgh Review. W 1826 r. rozpoczął praktykę adwokacką, ale porzucił karierę prawniczą dla polityki.
W 1830 r. został wybrany do Izby Gmin z okręgu Calne. Dał się poznać jako zwolennik reform wyborczych oraz równouprawnienia obywateli, głównie zniesienia dyskryminacji Żydów. Po uchwaleniu Great Reform Act w 1832 r. zmienił okręg na Leeds. W latach 1832–1833 był sekretarzem Rady Kontroli. Po uchwaleniu Government of India Act w 1833 r. został jednym z członków Rady Gubernatora Generalnego.
Macaulay wyjechał do Indii w 1834 r. Przez 4 lata pracował w Najwyższej Radzie Indii. Doprowadził do ustanowienia języka angielskiego obowiązkowym językiem szkolnictwa wyższego. Stał na czele Komisji Prawnej, która przygotowała założenia Kodeksu Karnego (uchwalonego w 1860), Kodeksu Procedury Karnej (uchwalonego w 1872) oraz Kodeksu Procedury Cywilnej (uchwalonego w 1909).
Po powrocie do Wielkiej Brytanii w 1838 r. Macaulay uzyskał mandat parlamentarny z okręgu Edinburgh. W 1839 r. został sekretarzem ds. wojny. Po upadku gabinetu w 1841 r. poświęcił się pracy literackiej. Napisał wówczas zbiór ballad Lays of Ancient Rome. W 1841 r. przedstawił swoje poglądy na kwestie prawa autorskiego, które stały się ważną podstawą kształtowania się tego prawa w krajach anglosaskich. W latach 1846–1848 był Paymaster-General. W 1847 utracił miejsce w Izbie Gmin.
W 1849 r. został wybrany rektorem Uniwersytetu Glasgow. W 1852 został ponownie wybrany z okręgu Edinburgh, ale z powodu złego stanu zdrowia, który doprowadził go do zawału serca, zrezygnował z mandatu w 1856 r. Był jednym z założycieli National Portrait Gallery. W 1857 otrzymał tytuł 1. barona Macaulay i zasiadł w Izbie Lordów. Zmarł w 1859 i został pochowany w Opactwie Westminsterskim. Nigdy się nie ożenił i nie pozostawił potomstwa. Wraz z jego śmiercią wygasł tytuł parowski.
Umierając Macaulay pozostawił niedokończonym swoje najważniejsze dzieło, Dzieje Anglii od wstąpienia na tron Jakuba II. Pracę nad nim rozpoczął w latach 40. Pierwsze dwie części ukazały się w 1848 r., dwie następne w 1855 r. Macaulay miał nadzieję dojść w swojej pracy do śmierci królowej Anny (1714), ale zmarł ukończywszy tylko jeszcze jeden tom. Szóstą część, kończącą się na śmierci Wilhelma III (1702) wydała po śmierci Macaulaya jego siostra. Chociaż jego praca była krytykowana za nieukrywaną sympatię do wigów, sprzedano w tydzień 26 000 jej egzemplarzy. Przetłumaczono ją na język niemiecki, polski, duński, szwedzki, włoski, język francuski, niderlandzki, hiszpański, węgierski, rosyjski, czeski i perski.